# Tathorhynchus vinctalis
Tathorhynchus vinctalis là một loài bướm đêm trong họ Erebidae.